# Casa museo Luigi Capuana
La Casa museo Luigi Capuana è un museo della città di Mineo, in provincia di Catania. La sede del museo è palazzo Capuana. Il museo ospita anche la biblioteca comunale, anch'essa intitolata a Capuana.

## Biblioteca in esperanto
Al piano terreno della Casa museo è ospitato un fondo librario che appartenne al prefetto Pietro Rizzo, cultore della lingua esperanto. Il fondo consiste di 1918 libri e opere di vario genere in lingua esperanto. Il prefetto Rizzo si era infatti contraddistinto per un notevole interesse per l'esperanto, che lo aveva portato a redigere numerosi libri sull'argomento e a raccogliere una notevole collezione di testi in tale lingua.
Le 1918 opere (volumi, opuscoli e varie annate di riviste) sono raccolti in scaffalature di legno, in un'apposita sala situata al piano terra di palazzo Capuana. Tra le varie opere presenti e disponibili per la consultazione, si segnalano le versioni in esperanto della Divina Commedia di Dante, di Fontamara di Ignazio Silone, di Cuore di Edmondo De Amicis, del Vangelo, del Messale; sono inoltre presenti vocabolari, grammatiche, saggi di sociologia, politica, arte, scienza, turismo e altri argomenti. Il fondo ospita inoltre diverse annate di riviste esperantiste edite in Italia e in altre nazioni europee, oltre che in Unione Sovietica e in Cina.